# Blues for Willadean
Blues for Willadean è un film del 2012 diretto da Del Shores.
Pellicola drammatica, inedita in Italia, che segna un buon esordio negli Stati Uniti per il regista Del Shores, autore anche del soggetto e della sceneggiatura nonché produttore con altri.
Un film miscelato di dramma, umorismo, dolore ma che offre una giusta speranza alle donne maltrattate. 

## Trama
Willadean è una donna che esplora la vergogna, le emozioni e la riservatezza delle donne maltrattate. Moglie di un camionista, cerca di fuggire dalla piccola prigione che si è costruita grazie ad un amico e all'amica LaSonia che è sempre vicina a lei ed è una cantante di blues e la incoraggia con la musica.